# NGC 6916
NGC 6916 (другие обозначения — PGC 64600, UGC 11554, MCG 10-29-4, ZWG 304.4, IRAS20224+5810) — галактика в созвездии Лебедь.
Этот объект входит в число перечисленных в оригинальной редакции «Нового общего каталога».
В галактике вспыхнула сверхновая SN 2002cd типа Ia, её пиковая видимая звездная величина составила 17,5.